# El familiar de la bruja
El familiar de la bruja (The Witch's Familiar) es el título del segundo episodio de la novena temporada moderna de la serie británica de ciencia ficción Doctor Who, emitido originalmente el 26 de septiembre de 2015. Es la segunda parte de una historia en dos episodios que comenzó con El aprendiz de mago.

## Argumento
Clara y Missy están a salvo en el exterior de la fortaleza Dalek. Los disparos de los Daleks gracias a Missy actuaron como teletransporte. Mientras el Doctor sigue dentro con Davros, y este parece querer ponerse en paz con él al sentir que su última hora está cercana, Clara y Missy se infiltran en la base de nuevo para intentar llegar hasta el Doctor.

## Emisión y recepción
El episodio tuvo una audiencia nocturna de 3,7 millones de espectadores en Reino Unido, la audiencia más baja para un episodio desde el regreso de la serie en 2005. Esta baja audiencia se debe en parte a que al mismo tiempo se estaba emitiendo el mundial de Rugby 2015, que copó las audiencias con más de 8 millones de espectadores.

### Recepción de la crítica
El episodio recibió alabanzas de la crítica, sobre todo a la interpretación de Michelle Gomez como Missy y a la interacción entre el Doctor y Davros.
Patrick Mulkern, para Radio Times, lo calificó como un "ejemplo brillante" de la serie, alabándolo como "sembrado de inteligencia emocional" y señalando las interpretaciones "excelentes" de los cuatro protagonistas en "prolongadas escenas de diálogo que prueban su brío y demandan la atención de la audiencia", dándole al episodio el total de 5 estrellas sobre 5. Michael Hogan de The Telegraph también disfrutó del episodio, dándole 4 estrellas sobre 5, comentando que la "cantidad de giros y la brillante Missy hicieron un episodio muy divertido". En particular alabó la interpretación de Michelle Gomez: "continúa destacando como Missy, pululando dementemente mientras suelta su diálogo con gran gusto", y cerró su crítica resumiendo que "desarrolla más ideas en 50 minutos que lo que muchos programas consiguen en una temporada completa".
Scott Collura de IGN también alabó sin reservas el episodio, dándole una puntuación de 8,9; considerada "genial". Para él, aunque el episodio "tenía las cosas en contra", tuvo éxito y fue "emocionante y emotivo". Alabó a Missy como personaje y su interacción con Clara dentro del Dalek como "divertida", aunque "ciertamente algo oscura", además de alabar el diálogo entre el Doctor y Davros. Alasdair Wilkins de The A.V. Club respondió muy positivamente al episodio, dándole una nota de A-. Alabó especialmente el intercambio entre el Doctor y Davros, encontrándolo como "de lejos el mejor uso que la serie de televisión del personaje (Davros) desde Genesis of the Daleks. También creyó que hacer a Davros abrir los ojos fue "un toque particularmente brillante" y siguió alabando el momento como "escrito perspicazmente, rodado hermosamente, e interpretado brillantemente".